# Seznam belgijskih dirkačev
Seznam belgijskih dirkačev.

## A
- Philippe Adams

## B
- Georges Berger
- Lucien Bianchi
- Thierry Boutsen

## C
- Johnny Claes

## D
- François Duval

## E
- Stefan Everts

## F
- Paul Frère

## G
- Bertrand Gachot
- Olivier Gendebien
- Christian Goethals

## I
- Jacky Ickx

## J
- Camille Jenatzy

## L
- Arthur Legat
- Bas Leinders

## M
- Willy Mairesse
- André Milhoux

## N
- Patrick Neve

## P
- André Pilette
- Teddy Pilette
- Eric van de Poele

## S
- Jacques Swaters

## T
- Thierry Tassin
- Bruno Thiry
- Charles de Tornaco